# Saavik
Saavik és un personatge fictici de l'univers Star Trek. Va aparèixer per primera vegada a la pel·lícula Star Trek 2: La còlera del Khan (1982), interpretada per Kirstie Alley. Robin Curtis va assumir el paper a Star Trek 3: A la recerca de Spock (1984) i Star Trek 4: Missió salvar la Terra (1986).

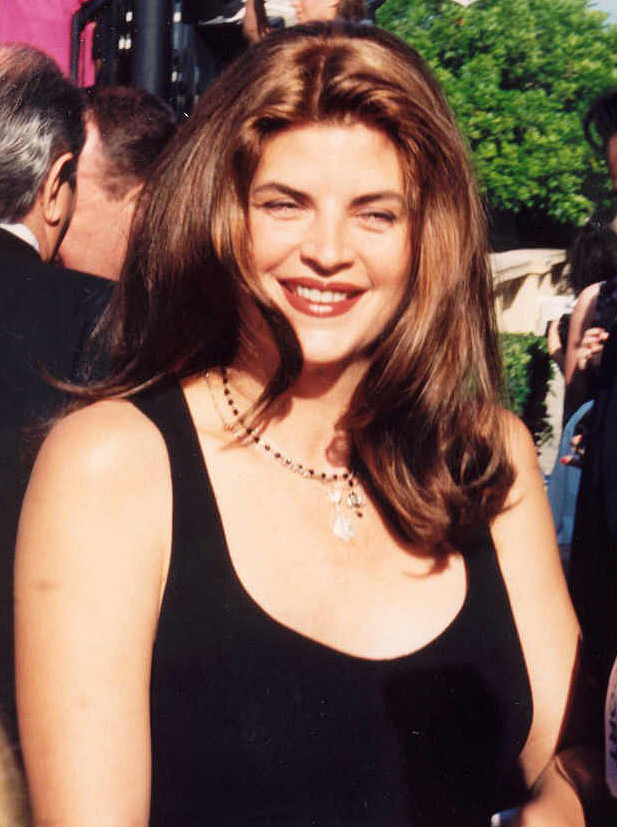
Kirstie Alley va interpretar Saavik el 1982

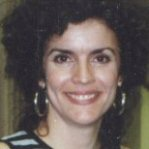
Robin Curtis la va interpretar el 1983 i el 1985

## Biografia fictícia
Els antecedents de Saavik mai es van explorar a la pantalla. Tanmateix, s'han desenvolupat en novel·les i còmics, tot i que cap d'aquestes fonts es considera canònica. Segons les novel·les i els còmics, Saavik va néixer a Hellguard, una colònia romulana abandonada, i és meitat vulcaniana i meitat romulana.
Una línia de diàleg que hauria revelat això a "La colera del Khan" va ser editada abans de l'estrena de la pel·lícula i mai es va restaurar; com a resultat, la canonicitat d'aquesta informació s'ha debatut durant més de dues dècades. La ascendència mixta de Saavik es fa referència sovint a les seves aparicions a les novel·les de "Star Trek". Tanmateix, si la ascendència mixta de Saavik es convertís en canònica, violaria la continuïtat creada per l'episodi "Star Trek: La sèrie original" "L'equilibri del terror" (que té lloc després del naixement de Saavik) en què la Flota Estel·lar s'assabenta per primera vegada que els romulans s'assemblen als vulcanians, un fet que sembla ser desconegut per als vulcanians (o almenys per al Sr. Spock).
Algunes novel·les no canòniques, però, sostenen que almenys alguns vulcanians eren plenament conscients de l'herència dels romulans, però van ocultar deliberadament aquest coneixement a la Federació, considerant-ho un afer intern vergonyós que no s'hauria de revelar als seus aliats. La sèrie de televisió Star Trek: Enterprise va establir en el cànon que algunes faccions del govern vulcanià eren conscients de la connexió ja al segle XXII. (També hi ha hagut cert debat sobre si Spock va rescatar la nena Saavik abans o després dels esdeveniments que van ocórrer durant "L'equilibri del terror". Un rescat que es produís després de l'episodi no estaria en conflicte amb el coneixement que els vulcanians tenen dels romulans.)
Algunes fonts alineen la seva història d'origen (no canònica) amb el material original que es troba a la novel·lització de la pel·lícula, de la següent manera: va ser rescatada de la colònia, juntament amb altres nens, per Spock, i va ser cuidada pels seus pares, l'ambaixador Sarek i Amanda Grayson. Seguint els passos del seu mentor, Spock, va entrar a l'Acadèmia de la Flota Estel·lar.
A la novel·la no canònica de 1990 The Pandora Principle, escrita per Carolyn Clowes, s'estableix que quatre naus de recerca vulcanianes van ser capturades per romulans. Les seves tripulacions vulcanianes van ser segrestades per científics romulans i la seva fertilitat va ser manipulada per produir nens meitat romulans, meitat vulcanians com Saavik, per utilitzar-los en experiments de control mental. Els científics vulcanians es van assabentar dels experiments i van organitzar un rescat secret de Saavik i altres nens supervivents a Hellguard. Spock va amenaçar de revelar la història a les autoritats de la Federació i, juntament amb ella, el secret del cicle d'aparellament vulcani "pon farr" si als supervivents se'ls negava la ciutadania vulcana. Altres membres del grup volien educar-los en altres llocs i enviar els nens a viure en mons diferents de Vulcà. Clowes escriu que el nom de Saavik és d'origen romulà i es tradueix com a "gatet". A The Pandora Principle, Saavik, a diferència dels altres supervivents infantils, mig vulcanians i mig romulans, rebutja una prova d'ADN que identificaria els seus parents vulcanians. En canvi, Spock, que ha establert un vincle amb ella, es pren un any de permís personal per "civilitzar" i educar la Saavik, de 9 o 10 anys. Després viu fora de Vulcà amb famílies d'acollida o en internats escollits per Spock fins que és acceptada a l'Acadèmia de la Flota Estel·lar quan és adolescent. Això coincideix amb la novel·lització "Star Trek 3: A la recerca de Spock" que deia que Saavik no havia estat mai a Vulcà fins aleshores. Després de graduar-se, com a tinent Saavik estava en el seu creuer de cadets a l'USS Enterprise amb l'almirall James T. Kirk i el capità Spock quan el vell enemic de Kirk Khan Noonien Singh va buscar venjança pel fracàs de la colònia Ceti Alpha V i la mort de la seva dona, Marla McGivers, i va atacar l' Enterprise.
Spock va morir mentre salvava l' Enterprise durant els esdeveniments de La còlera del Khan, però abans de la seva mort va transferir el seu katra al Dr. Leonard McCoy. El seu taüt va ser llançat des de l' Enterprise en òrbita al voltant del Planeta Genesis i es creia que havia estat destruït a l'atmosfera. Una rara expressió d'emoció per part d'un vulcanià es mostra quan es veu Saavik vessant una llàgrima durant l'elogi fúnebre per Spock per Kirk. Saavik i David Marcus (fill de l'almirall James T. Kirk), posteriorment van ser assignats al vaixell de recerca USS Grissom per estudiar el recentment format Planeta Genesis. Durant aquesta missió, Saavik va descobrir que Spock s'havia regenerat d'alguna manera i estava envellint ràpidament. A mesura que el nou Spock entrava a l'adolescència, va començar a experimentar l'impuls d'aparellament conegut com a pon farr, i Saavik va ajudar Spock a superar aquest moment difícil. Quan el comandant klíngon Kruge i els seus homes van capturar el grup de desembarcament l'endemà, David va sacrificar la seva vida per salvar Saavik de ser executada. Saavik va ajudar l'almirall Kirk a retornar Spock a Vulcà, on el seu cos i el seu katra es van reunir. Després, ella va romandre a Vulcà amb la família de Spock per raons que mai no es van explicar a la pantalla; els guionistes de la pel·lícula pretenien que això fos perquè estava embarassada del fill de Spock com a resultat del pon farr, però no es van incloure referències al seu embaràs a la pel·lícula final i inicialment no es va seguir la història, cosa que va tornar a situar aquest desenvolupament en una zona grisa en termes de cànon. Abans que la tripulació de l'Enterprise marxés de Vulcà, Saavik va explicar al capità Kirk com el seu fill havia mort valentament, sacrificant-se per salvar Spock i ella mateixa. Al curtmetratge del 2024 765874 – Unification es mostra Saavik presentant Kirk sense dir res a un home adult amb aspecte vulcanià (interpretat per Mark Chinnery i anomenat Sorak als crèdits), cosa que indica que era el seu fill.

## Conceptes no realitzats
Saavik va aparèixer en un moment donat a l'episodi de Star Trek: La nova generació, "Causa i efecte" en una escena en què lEnterprise-D es troba amb una nau estel·lar que havia estat atrapada en una anomalia temporal durant uns 80 anys. La idea es va abandonar quan Kirstie Alley va insistir que li paguessin més per un cameo sense parlar del que podia proporcionar el pressupost de l'episodi. (Saavik s'havia de mostrar al costat d'un personatge interpretat per Kelsey Grammer, la coprotagonista d'Alley a Cheers.)
El personatge de Saavik estava previst originalment que aparegués a Star Trek VI: The Undiscovered Country, cosa que l'hauria revelat com una traïdora a la Federació. Es va abandonar la idea d'utilitzar un personatge establert i, en canvi, es va crear un nou personatge, Valeris, a qui Douglas Brode va descriure com "un doble fosc de l'heroic Saavik". Segons el director Nicholas Meyer, que va escriure a la seva autobiografia, The View from the Bridge, Saavik va ser eliminada de la pel·lícula i va crear Valeris quan Kirstie Alley no va voler repetir el paper i a Meyer no li va agradar la interpretació de Curtis del personatge, mentre que Leonard Nimoy, a la seva autobiografia I Am Spock, va dir que també hi havia dubtes sobre la possibilitat d'escollir un personatge popular i establert com a vilà. Saavik, però, apareix a la novel·lització de la pel·lícula, com a oficial de reclutament que inspira Valeris a unir-se a la Flota Estel·lar, i ofereix algunes idees sobre com afrontar una doble herència.

## Altres aparicions i continuïtat deLa nova generació
A la novel·la Vulcan's Heart, que té lloc uns anys després de Undiscovered Country, una Saavik més gran es casa amb Spock. Saavik torna a aparèixer a la trilogia de novel·les Vulcan's Soul publicades a partir del 2004. En aquesta continuïtat, el personatge ha ascendit al rang de capità. A la novel·la de Titan, Taking Wing, s'indica clarament que Spock i Saavik estan casats, ja que ella envia salutacions a través de Tuvok. Els llibres de Star Trek no es consideren part del cànon establert.
A la trilogia de novel·les "Mirror Universe Saga" escrita per William Shatner, es revela que l'intendent Spock de l'Univers Mirall va tenir una filla anomenada T'Val amb Mirall Saavik.
Kirstie Alley va interpretar Saavik una altra vegada, en una obra ambientada entre La còlera del Khan i A la recerca de Spock , "The Machiavellian Principle" escrita per Walter Koenig per a l'ambiciosa convenció "Ultimate Fantasy". També hi van participar James Doohan, Mark Lenard (no com a Sarek), Walter Koenig, Nichelle Nichols i George Takei, amb un paper walk-on per William Shatner com a "l'Almirall". El guió curt va ser finalment publicat per Creation Conventions en un fullet sobre la carrera de Koenig, anomenat "Through the Looking Glass". A la llista de repartiments s'escriu malament el nom com a "Savik".